# Robinson-Arithmetik
Die Robinson-Arithmetik (auch: Q) ist ein endlich axiomatisiertes Fragment der Peano-Arithmetik, eines Axiomensystems der Arithmetik, also der natürlichen Zahlen, innerhalb der Prädikatenlogik erster Stufe. Sie wurde 1950 von Raphael Robinson eingeführt und entspricht im Wesentlichen der Peano-Arithmetik ohne das Axiomenschema der Induktion. Die Bedeutung der Robinson-Arithmetik rührt daher, dass sie endlich axiomatisierbar, aber nicht rekursiv vervollständigbar ist und sogar wesentlich unentscheidbar ist. Dies bedeutet, dass es keine konsistente entscheidbare Erweiterung der Robinson-Arithmetik gibt. Es gibt damit insbesondere auch keine vollständige rekursiv aufzählbare Erweiterung, da diese bereits rekursiv (entscheidbar) wäre.

## Axiome
Die Robinson-Arithmetik ist formuliert in der Prädikatenlogik erster Stufe mit Gleichheit, repräsentiert durch das Prädikat {\displaystyle =}. Ihre Sprache hat die Konstante {\displaystyle \mathbf {0} } (genannt Null), die Nachfolgerfunktion {\displaystyle S} (für successor: Nachfolger), welche intuitiv zu einer gegebenen Zahl 1 addiert, sowie die Funktionen {\displaystyle +} für Addition und {\displaystyle \times } für Multiplikation. Sie hat folgende Axiome, die elementare Eigenschaften der natürlichen Zahlen und der arithmetischen Operationen formalisieren:
- Null hat keinen Vorgänger: {\displaystyle Sx\not =\mathbf {0} }
- Verschiedene Zahlen haben verschiedene Nachfolger: {\displaystyle (Sx=Sy)\rightarrow x=y}
- Jede Zahl ist gleich Null oder hat einen Vorgänger: {\displaystyle y=\mathbf {0} \vee \exists x(Sx=y)}
- Rekursive Definition von Addition und Multiplikation:
  - {\displaystyle x+\mathbf {0} =x}
  - {\displaystyle x+Sy=S(x+y)}
  - {\displaystyle x\times \mathbf {0} =\mathbf {0} }
  - {\displaystyle x\times Sy=(x\times y)+x}

## Bedeutsamkeit für die Mathematische Logik
Die Robinson-Arithmetik spielt insbesondere beim Beweis des ersten Gödelschen Unvollständigkeitssatzes eine Rolle,
da sich innerhalb von Q und ebenso in konsistenten axiomatischen Erweiterungen von Q die Beziehung „… ist ein Beweis der Formel …“ repräsentieren lässt.
Dabei bedeutet Repräsentierbarkeit eines Prädikats {\displaystyle P}, dass es eine Formel {\displaystyle \alpha =\alpha (x_{1},\ldots ,x_{n})} gibt,
so dass für alle natürlichen Zahlen {\displaystyle a_{1},\ldots ,a_{n}} gilt:
(+) falls {\displaystyle P(a_{1},\ldots ,a_{n})} der Fall ist, dann ist die Aussage {\displaystyle \alpha ({\underline {a_{1}}},\ldots ,{\underline {a_{n}}})} in Q beweisbar,
(-) falls {\displaystyle P(a_{1},\ldots ,a_{n})} nicht zutrifft, dann ist die Aussage {\displaystyle \neg \alpha ({\underline {a_{1}}},\ldots ,{\underline {a_{n}}})} in Q beweisbar.
Der Term {\displaystyle {\underline {a}}} ist dabei wie folgt definiert:
{\displaystyle {\underline {0}}=\mathbf {0} },
{\displaystyle {\underline {n+1}}=S{\underline {n}}}.
Das zugehörige Beweisbarkeitsprädikat „… ist beweisbar“ (d. h. „es gibt ein {\displaystyle b}, das ein Beweis der Formel … ist“) ist nicht in Q repräsentierbar,
weil keine seiner negativen Instanzen („die Formel … ist nicht beweisbar“) in Q beweisbar ist.
Es kann jedoch durch eine Σ1-Formel ausgedrückt werden,
und daher folgt aus der Σ1-Vollständigkeit von Q,
dass jede seiner positiven Instanzen beweisbar ist.
Unter Σ1-Vollständigkeit ist hier zu verstehen,
dass jede Σ1-Aussage (der Sprache von Q),
die für die natürlichen Zahlen gilt,
auch in Q beweisbar ist.
Q ist bereits in relativ schwachen Subtheorien von ZFC interpretierbar, etwa im sogenannten Tarski-Fragment TF, das nur aus folgenden drei Axiomen besteht: dem Extensionalitätsaxiom (auch Axiom der Bestimmtheit), dem Leermengenaxiom (auch Nullmengenaxiom: die leere Menge existiert) und dem Axiom, welches für zwei Mengen {\displaystyle x}, {\displaystyle y} die Existenz der adjungierten Menge {\displaystyle x\cup \{y\}} fordert.